# Canton de Saint-Ismier

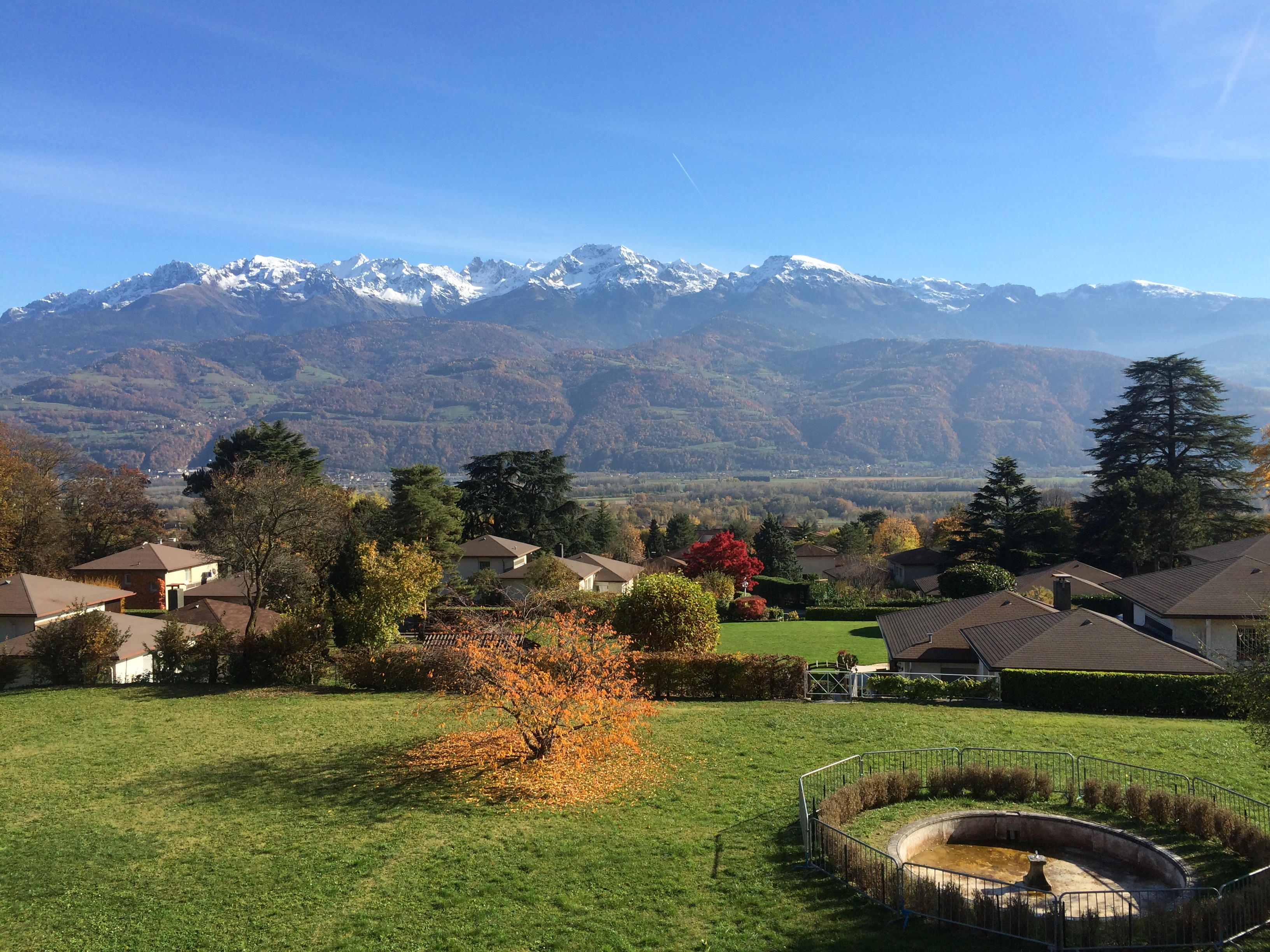

Le canton de Saint-Ismier est une ancienne division administrative française située dans le département de l'Isère et la région Rhône-Alpes.

## Géographie
Ce canton était organisé autour de Saint-Ismier dans l'arrondissement de Grenoble. Son altitude variait de 215 m (Montbonnot-Saint-Martin) à 1 736 m (Saint-Nazaire-les-Eymes) pour une altitude moyenne de 317 m.

## Histoire
Le canton a été créé en 1988.

## Représentation
| Période          | Période          | Identité              | Étiquette      | Qualité                                                                            |
| ---------------- | ---------------- | --------------------- | -------------- | ---------------------------------------------------------------------------------- |
| 1988             | 2002 (décès)     | François-Régis Bériot | UDF-PR puis DL | Maire de Saint-Ismier (1977-2002) Suppléant du député Richard Cazenave (1988-1993) |
| 15 décembre 2002 | 2012 (démission) | André Eymery          | UDF puis DVD   | Maire de Montbonnot-Saint-Martin (1986-2006)                                       |
| 2012             | 2015             | Lucile Ferradou       | DVD            | Maire de Saint-Ismier (2004-2014)                                                  |

## Composition
Le canton de Saint-Ismier groupait cinq communes et comptait 20 152 habitants.
| Nom                      | Code Insee | Intercommunalité  | Superficie (km2) | Population (dernière pop. légale) | Densité (hab./km2) |
| ------------------------ | ---------- | ----------------- | ---------------- | --------------------------------- | ------------------ |
| Saint-Ismier (chef-lieu) | 38397      | CC Le Grésivaudan | 14,90            | 6 797 (2014)                      | 456                |
| Bernin                   | 38039      | CC Le Grésivaudan | 7,67             | 3 147 (2014)                      | 410                |
| Biviers                  | 38045      | CC Le Grésivaudan | 6,17             | 2 325 (2014)                      | 377                |
| Montbonnot-Saint-Martin  | 38249      | CC Le Grésivaudan | 6,38             | 4 986 (2014)                      | 782                |
| Saint-Nazaire-les-Eymes  | 38431      | CC Le Grésivaudan | 8,49             | 2 956 (2014)                      | 348                |

## Démographie
| 1990   | 1999   | 2006   | 2011   | 2012   |
| ------ | ------ | ------ | ------ | ------ |
| 14 771 | 17 389 | 18 624 | 19 400 | 19 581 |

## Redécoupage des cantons de l'Isère en 2015
D'après la nouvelle carte des cantons de l'Isère présentée par le préfet Richard Samuel et, votée par l'Assemblée départementale de l'Isère, le 23 novembre 2013 :
les 5 communes du canton de Saint-Ismier seront scindées dans deux nouveaux cantons :
- Crolles : Bernin, Saint-Ismier et Saint-Nazaire-les-Eymes.
- Meylan : Biviers et Montbonnot-Saint-Martin.